# Štajngrova
Štajngrova je jednou ze 14 vesnic, které tvoří občinu Benedikt. V lednu 2017 žilo ve vesnici 231 obyvatel.

## Poloha, popis
Vesnice se rozkládá v pohoří Slovenske Gorice, uvnitř občiny Benedikt. Leží v nadmořské výšce zhruba od 260 do 327 m. Rozloha území je 0,91 km².
Sousedními vesnicemi jsou:
na severu Trstenik, na východě Negovski vrh, na jihu Trotkova a Sv. Trije Kralji v Slov. gor., a na západě Benedikt.